# Pitfall II: Lost Caverns
Pitfall II: Lost Caverns ist ein Jump-’n’-Run-Computerspiel, das erstmals im Jahr 1984 von Activision für das Atari 2600 veröffentlicht wurde. Es ist der Nachfolger des ebenfalls von Activision im Jahr 1982 veröffentlichten Computerspiels Pitfall!. Beide Spiele wurden von David Crane entwickelt. Die Hauptfigur ist, wie bereits in Pitfall!, Harry. Die auffälligsten Änderungen im Vergleich zum Vorgänger sind eine um einiges größere und offenere Spielwelt und Ballons, die sich der Spieler schnappen kann, um zwischen den Orten zu reisen.

## Spielprinzip
In Pitfall! versucht Pitfall Harry Krokodilen, Skorpionen, Kobras, Fledermäusen und Treibsand in einer Reihe von horizontalen Bildschirmen auszuweichen. Durch Höhlen wird der Umfang der Umgebung erweitert, da Harry in einen tiefen, vertikal scrollenden Untergrund hinabsteigen kann. Im Gegensatz zum ersten Spiel der Reihe hat Harry unbegrenzte Zeit und Leben, so dass es unmöglich ist, zu sterben oder zu verlieren. Wenn Harry eine gefährliche Kreatur berührt, verliert er Punkte und wird zum letzten Kontrollpunkt (der mit einem roten Kreuz markiert ist) zurückgebracht, den er auf seiner Reise berührt hat.
Pitfall II hat 27 horizontale Levels. Diese Levels erstrecken sich über acht Bildschirme, sind aber nicht immer direkt zugänglich. Einige Abschnitte sind durch Höhlenwände versperrt, die Harry zwingen, andere Bereiche zu durchqueren, um weiterzukommen. Treibsand und Teergruben werden durch Flüsse und Abgründe ersetzt. Ballons lassen Harry zu neuen Bereichen aufsteigen. Zwei neue Charaktere tauchen erstmals in Lost Caverns auf: Quickclaw, Harrys feiger Berglöwe, welcher sein Haustier ist, und Rhonda, seine abenteuerlustige Nichte. Beide Charaktere wurden ein Jahr vor der Veröffentlichung dieses Spiels für einen Saturday-Supercade Cartoon geschaffen, welcher auf Pitfall! basiert. Nachdem man Rhonda, Quickclaw und einem Diamantring gefunden hat endet das Spiel. Optionale Gegenstände können für Punkte eingesammelt werden. Die maximal mögliche Punktzahl beträgt 199.000.
Musikalische Untermalungen dienen als subtile Belohnungen und Bestrafungen für die eigene Leistung. Das Hauptthema wird kurz gespielt, bevor akustischer Musik in einer Dauerschleife läuft. Wenn Harry einen Schatz einsammelt, beginnt das Hauptthema erneut. Wenn Harry zu einem Kontrollpunkt zurückkehrt, wird eine langsamere Moll-Version des Themas gespielt. Wenn Harry mit dem Ballon aufsteigt, wird Sobre las Olas gespielt.

## Rezeption
Die Zeitschrift Computer and Video Games bewertete die ColecoVision-Version 1989 mit 81 %. Pitfall II: Lost Caverns wurde in der Ausgabe 46 des Magazins Retro Gamer auf Platz 1 der „besten 25 Atari 2600-Spiele aller Zeiten“ gewählt, Gamasutra nahm es als Open-World-Spiel in ihre Game Design Essentials-Serie auf.
In Japan listete Game Machine das Sega Arcade-Remake von Pitfall II: Lost Caverns in der Ausgabe vom 1. März 1985 als das erfolgreichste Tisch-Arcade-Gerät des Monats. Computer and Video Games rezensierte Segas Arcade-Remake von Pitfall II als „eine Verschmelzung“ von Pitfall I und II, die „genauso gut, wenn nicht sogar besser als die Originalspiele ist.“